# Wakaremichi
"Wakaremichi" (別れ道) é o primeiro single lançado pela banda The Gazette. lançado em 30 de março de 2002. Em entrevista para a Shoxx magazine o single Wakaremichi juntamente com Kichiku Kyoushi (32sai Dokushin) no Nousatsu Kouza foram descritos como “músicas que são compostas com sentimentos minuciosamente tristes”.
Inicialmente foi lançado e limitado a uma tiragem de 1.000 cópias na Região de Kanto no Japão e a segunda tiragem foi de 3.000 cópias.

## Faixas
1. "Wakaremichi" (別れ道) - 5:04
2. "Sentimental na onigokko" (センチメンタル鬼ごっこ) - 4:43
3. "Akai One-Piece" (赤いワンピース) - 4:21